# Liên hoan phim quốc tế Fantasia
Liên hoan phim Quốc Tế Fantasia (còn được biết đến là Fantasia-fest, FanTasia, Fant-Asia) là một sự kiện phim diễn ra tại Montreal từ ngày thành lập vào năm 1996. Sự kiện thường diễn ra tại tháng 7 mỗi năm, nơi hội tụ các nhóm hâm mộ phim và các nhà phát hành phim, sự kiện nhằm chọn lựa những bộ phim nước ngoài và trong nước để công chiếu khắp Bắc Mỹ. Được nhiều lời khen ngợi trong 15 năm qua, sự kiện đã được ví như là "lễ hội phim tuyệt vời và rộng lớn nhất Bắc Mỹ".